# Bahri mamlúkok
A bahri mamlúkok, arabosan al-bahrijja (arab írással البحریة; tudományos átiratban al-baḥriyya) elterjedt, ám némileg pontatlan megnevezése az Egyiptomot, a Levantét és a Hidzsázt uraló Mamlúk Birodalom 1250–1382/1390 között regnáló szultánjainak. A kortárs és későbbi arab történetírás általában a „türk” megnevezést használta rájuk (pl. daulat at-turk: „a türkök dinasztiája/állama”), utalva elsöprő többségük származására. Noha 25 uralkodót sorolunk közéjük, csupán heten voltak ténylegesen is mamlúkok, és mindössze hármuk tartozott az eredetileg is bahrijjának nevezett csoportba: a szultánságot megalapító al-Muizz Ajbak (1254–1257), továbbá a megszilárdításáért sokat tevő az-Záhir Bajbarsz (1260–1277) és al-Manszúr Kaláún (1279–1290). A többi uralkodó az ő szabad születésű leszármazottaik, illetve mamlúkjaik közül került ki.

## A név eredete
A Dzsingisz kán utódai által vezetett mongolok az 1230-as években elfoglalták a kelet-európai sztyeppvidéket. Hadjárataik nyomán a közel-keleti rabszolgapiacokra nagy számban kerültek különböző türk, jobbára kipcsak származású rabszolgák, akiknek egy részét a muszlim fejedelmek vásárolták fel, hogy kiképezve, iszlámra nevelve és felszabadítva őket ütőképes és lojális hadsereget hozzanak létre belőlük. Az ilyen, rabszolgából lett katonákat a 9. század óta alkalmazták az iszlám világ különböző államaiban. Eleinte gulámoknak („ifjú”) nevezték őket, de a 13. századra már a mamlúk („birtokolt”) elnevezés vált általánossá. A tehetségesebb mamlúkok nem ritkán vezető katonai és államigazgatási pozíciókat szereztek.
Asz-Szálih Ajjúb, Egyiptom 1240–1249 között uralkodó, ajjúbida szultánja elődeinél jóval több, mintegy 800-1000 kipcsak mamlúkot vásárolt saját testőrsége (a halka) számára, akiket a Nílus ar-Rauda nevű szigetén épített kaszárnyában helyezett el. Mivel a Nílust a köznyelv a „tenger” jelentésű al-bahr névvel illette, Ajjúb szultán mamlúkjaira rajtaragadt a bahri elnevezés. (Az uralkodó melléknevéről a szálihi, tbsz. szálihijja elnevezés is használatos volt.)

## A trón megszerzése és megszilárdítása
Asz-Szálih Ajjúb 1249-es halála után a trónörökösnek, a délkelet-anatóliai Hiszn Kajfából induló al-Muazzam Túránsáhnak hosszú idejébe telt Egyiptomba jönni, eközben IX. Lajos francia király hadai Kairó felé közeledtek. Az ütőképes bahri sereg azonban az al-manszúrai csatában legyőzte a kereszteseket és foglyul ejtette a királyt, biztosítva Túránsáh számára a trónt. Az érkező szultán azonban igyekezett kiszorítani a bahri előkelőségeket a hatalomból, és saját kíséretére próbált támaszkodni, ami kiváltotta Ajjúb háztartásának haragját, ami Túránsáh meggyilkolásához vezetett. A mamlúkok ekkor asz-Szálih Ajjúb özvegyét, Sadzsar ad-Durrt tették trónra, miközben egy vezetőjük, az asztalnoki (dzsásnikír) rangot viselő Ajbak főparancsnokká (atabég) lépett elő. A nőuralom hónapokon belül lázadásokhoz vezetett. Ekkor Ajbak magát nyilvánította szultánná al-Muizz titulussal, de mamlúktársai napokon belül kikényszerítették a lemondását, és egy gyermekkorú ajjúbida herceget tetettek trónra al-Asraf Músza személyében.
Az államot továbbra is a bahri előkelőségek irányították, akik között rivalizálás kezdődött. Ajbak feleségül vette Sadzsar ad-Durrt, míg legfőbb ellenfele, a kamarási (dzsamadár) tisztséget betöltő Aktaj a hamái Ajjúbidák közé nősült be, és uralkodói előjogokat követelt magának. Ajbak, aki időközben igyekezett saját mamlúkkíséretet kialakítani (uralkodói nevéről őket muizzijjának nevezték), végül megölette Aktajt, mire annak szövetségesei és hívei (mintegy 700 katona) Bajbarsz al-Bundukdári vezetésével a szíriai Ajjúbidákhoz menekült, és az ő szolgálatukba állt.
Riválisaitól megszabadulva Ajbak 1254-ben ismét átvette a hatalmat, tovább folytatva kíséretének megerősítését. A féltékeny Sadzsar ad-Durr azonban 1257-ben megölette Ajbakot; ekkor hívei az elhunyt fiát, a kiskorú Alit tették trónra, végül egyik Ajbak egyik mamlúk emírje, a hvárezmi származású al-Muzaffar Kutuz lépett trónra (1259–1260). Ő a mongol fenyegetésre való tekintettel összefogott a bahrik maradékával, és egyesült seregük megállította Hülegü ilhán hadait Ajn Dzsálútnál. Kutuzt a hazaúton meggyilkolta Bajbarsz, aki sikeres és energikus uralkodóként tartós uralmat tudott bevezetni, egyben meg tudta szilárdítani a mamlúk származású szultánok hatalmát. Ő maga szintén saját mamlúksereget vásárolt (záhirijja), de több régi harcostársát is magas pozíciókban hagyta.
Bajbarsz 1277-es halála után fia, asz-Szaíd Muhammad örökölte a trónt, ám önállósodási kísérletei ahhoz vezettek, hogy a rangidős mamlúk tisztek és hivatalnokok letették a trónról, és egy bahri emír, Kaláún al-Alfi gyámsága mellett egy másik fiára, Szalámisra bízták a trónt. Kaláún hónapokon belül megszilárdította a helyzetét és átvette a szultáni hatalmat, így Ajbak és Bajbarsz után ő lett a harmadik tényleges bahri mamlúk szultán (1279–1290). Kaláún saját mamlúkjait a kipcsak rabszolgák elapadása miatt már elsősorban a Kaukázus északi oldaláról származó cserkeszek közül vásárolta, és a kairói fellegvár egy tornyában (arabul burdzs) szállásolta el őket, ezért burdzsinak nevezték őket.

## A bahri mamlúkok vége
Asz-Szálih Ajjúb 1249-ig létrehozott seregét a keresztesek és mongolok ellen vívott háborúk, valamint az egymás elleni áskálódás és hatalmi harc mellett az idő is megtizedelte. A korosodó katonák létszáma és ütőképessége folyamatosan csökkent, és a szultánok által szerzett újabb és újabb rabszolgaseregek gyorsították az eljelentéktelenedésüket. Kaláún idejére maradékaik már elsősorban helyőrségi feladatokat láttak el. (Emiatt egyes helyőrségeket még a 15. században is bahrinak neveztek.) A híradások szerint az utolsó bahri mamlúk, aki Ajjúb szultán seregében szolgált, 1307-ben halt meg.
Kaláúnt követően 14 leszármazottja (a Kaláúnidák), valamint négy, hozzájuk kötődő mamlúk szerezte meg a szultáni címet, mígnem egy cserkesz származású mamlúk, az-Záhir Barkúk a 14. század végén átvette a hatalmat, megnyitva az új, a krónikákban cserkeszeknek (dzsarákisza) nevezett szultánok sorát. Utóbbiakat, ha lehet, még pontatlanabbul burdzsi mamlúkoknak (burdzsijja) szokták nevezni, noha a Kaláún által felállított, eredeti burdzsi sereghez csak hasonló származásuk kötötte őket.

## A bahrinak nevezett szultánok listája
| Név                             | Uralkodása      | Megjegyzések                                                                                 |
| ------------------------------- | --------------- | -------------------------------------------------------------------------------------------- |
| al-Muizz Ajbak                  | 1250; 1254–1257 | Bahri mamlúkból lett atabég, majd szultán.                                                   |
| I. Al-Manszúr Ali               | 1257–1259       | Ajbak kiskorú fia, helyette Kutuz gyakorolta a hatalmat.                                     |
| al-Muzaffar Kutuz               | 1259–1260       | Ajbak mamlúkjából lett al-Manszúr Ali mellett atabég, majd lemondatása után szultán.         |
| az-Záhir Bajbarsz               | 1260–1277       | Bahri mamlúk volt, Kutuz meggyilkolásával jutott trónra.                                     |
| asz-Szaíd Muhammad              | 1277–1279       | Bajbarsz fia, Ajjúb bahri mamlúkjai megbuktatták.                                            |
| al-Ádil Szalámis                | 1279            | Bajbarsz fia, asz-Szaíd Muhammad féltestvére. Kaláún letette a trónról.                      |
| al-Manszúr Kaláún               | 1279–1290       | Bahri mamlúk volt, kulcsszerepe volt asz-Szaíd Muhammad megbuktatásában.                     |
| al-Asraf Halíl                  | 1290–1293       | Kaláún fia.                                                                                  |
| I. An-Nászir Muhammad           | 1293–1294       | Kaláún fia, először a trónon.                                                                |
| al-Ádil Kitbuga                 | 1294–1296       | Kaláún mamlúkjából lett szultán.                                                             |
| al-Manszúr Ládzsín              | 1296–1299       | Kaláún mamlúkjából lett szultán.                                                             |
| I. An-Nászir Muhammad           | 1299–1309       | Kaláún fia, másodszor a trónon.                                                              |
| al-Muzaffar Bajbarsz            | 1309            | Kaláún mamlúkjából lett szultán.                                                             |
| I. An-Nászir Muhammad           | 1310–1341       | Kaláún fia, harmadszor a trónon.                                                             |
| al-Manszúr Abu Bakr             | 1341            | An-Nászir fia.                                                                               |
| al-Asraf Kúdzsuk                | 1341–1342       | An-Nászir fia, az előbbi féltestvére.                                                        |
| an-Nászir Ahmad                 | 1342            | An-Nászir fia, az előbbi féltestvére.                                                        |
| asz-Szálih Iszmáíl              | 1342–1345       | An-Nászir fia, az előbbi féltestvére.                                                        |
| al-Kámil Saabán                 | 1345–1346       | An-Nászir fia, az előbbi édestestvére.                                                       |
| al-Muzaffar Háddzsi             | 1346–1347       | An-Nászir fia, az előbbi féltestvére.                                                        |
| an-Nászir Haszan                | 1347–1351       | An-Nászir fia, első uralkodása.                                                              |
| asz-Szálih Szálih               | 1351–1354       | An-Nászir fia, az előző féltestvére.                                                         |
| an-Nászir Haszan                | 1354–1361       | An-Nászir fia, másodszor a trónon.                                                           |
| al-Manszúr Muhammad             | 1361–1363       | Az előbbi unokaöccse, al-Muzaffar Háddzsi fia.                                               |
| al-Asraf Saabán                 | 1363–1377       | An-Nászir unokája egy Huszajn nevű fiától.                                                   |
| II. Al-Manszúr Ali              | 1377–1382       | Az előbbi fia.                                                                               |
| asz-Szálih / al-Manszúr Háddzsi | 1382; 1389–1390 | Az előbbi fivére. Barkúk főparancsnok megbuktatta, később rövid időre restaurálták hatalmát. |